# なかがわらみか
なかがわ らみかは、日本の漫画家。
1990年代から2000年代にかけ、『サスペリア（現・サスペリアミステリー）』（秋田書店）、『ホラーM』（ぶんか社）、『学園ミステリー』（秋田書店）、『ホラーハウス』（大陸書房）などのホラー漫画雑誌に作品を発表。「中河原美香」（読み同じ）または「桜井 幽」（さくらい かすか）名義の作品も存在する。

## 作品リスト
- 美味湖の水（1995年、サスペリア、秋田書店） - 1995年3月号に掲載。読み切り。美術部シリーズ。
- 無言の恋人（1995年、サスペリア、秋田書店） - 1995年5月号に掲載。読み切り。美術部シリーズ。
- 霊界からの通信カラオケ（1995年、サスペリア、秋田書店） - 1995年6月号に掲載。読み切り。マンガ家・恐怖体験コーナー。
- 展覧会の絵（1995年、サスペリア、秋田書店） - 1995年7月号に掲載。読み切り。美術部シリーズ。
- 霊能教師（1995年、サスペリア、秋田書店） - 1995年9月号に掲載。読み切り。美術部シリーズ。
- ハサミ（1995年、サスペリア、秋田書店） - 1995年10月号に掲載。読み切り。
- 殺人鬼（1995年、サスペリア、秋田書店） - 1995年11月号に掲載。読み切り。マンガ家・恐怖体験コーナー。
- 朝礼（1995年、サスペリア、秋田書店） - 1995年12月号に掲載。読み切り。
- だいすき（1996年、サスペリア、秋田書店） - 読み切り。
- キ・レ・イ（1996年、サスペリア、秋田書店） - 1996年5月号に掲載。読み切り。学校の怪人シリーズ。
- おとぎりそう（1996年、サスペリア、秋田書店） - 1996年9月号に掲載。読み切り。学校の怪人シリーズ。
- 忘れない（1997年、サスペリア、秋田書店） - 1997年11月号に掲載。読み切り。学校の怪人シリーズ。
- 噂（1998年、サスペリア、秋田書店） - 1998年3月号に掲載。読み切り。学校の怪人シリーズ。
- 学園怪談（1998年、サスペリア、秋田書店） - 1998年11月号に掲載。読み切り。学校の怪人シリーズ。
- 転校生（2003年、ホラーMデラックス、ぶんか社） - 読み切り。
- ピュア・ラブ（2003年、ホラーM、ぶんか社） - 読み切り。
- キレイ？（2004年、ホラーM、ぶんか社） - 読み切り。
- ザ・死闘！（2006年、本当にあった怖いけど笑っちゃう話、ぶんか社） - 読み切り。

## 作風・その他
学園などを舞台にした少女向けホラー作品が多い。
1995年頃までは、線が細く人物の手足が長いアーティスティックな画風だったが、以降はポップな絵柄・作風に変わった。ファンからは、初期の作品群は今で言うゴシック・アンド・ロリータやヴィジュアル系の世界観に近いと言われる。
作品は基本的に読み切りだが、代表的なシリーズ物として美術部シリーズ・学校の怪人シリーズがある。
自らが登場するサスペリアのマンガ家・恐怖体験コーナーの作品に描かれた自画像は、髪型はショートカットで、一人称は「ボク」または「ぼく」である。
性別については明言されていない。